# توماس سومتر
توماس سومتر (به انگلیسی: Thomas Sumter) سناتور سابق عضو حزب دموکرات-جمهوری‌خواه بود. وی در سال ۱۸۰۱ تا ۱۸۱۰ میلادی سناتور ایالت کارولینای جنوبی در سنای ایالات متحده آمریکا بود.